# Fånga Blake!
Fånga Blake! (Get Blake!) är en animerad actionäventyrs-TV-serie som hade premiär i USA den 2 mars 2015 på Nickelodeon.

## Svenska röster
- Sebastian Karlsson - Blake Myers
- Anders Byström - Mitch